# NGC 2724
NGC 2724 (другие обозначения — UGC 4726, MCG 6-20-19, ZWG 180.27, KUG 0857+359C, IRAS08579+3557, PGC 25331) — спиральная галактика с перемычкой (SBc) в созвездии Рысь.
Этот объект входит в число перечисленных в оригинальной редакции «Нового общего каталога».
Галактика низкой поверхностной яркости в инфракрасном диапазоне. Чаще всего такие галактики небольшого размера, однако NGC 2724 достаточно крупная. 